# Sanlúcar de Guadiana
Sanlúcar de Guadiana è un comune spagnolo di 378 abitanti situato nella comunità autonoma dell'Andalusia.

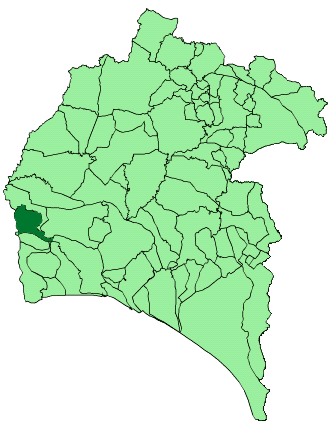
Mappa del comune nella provincia

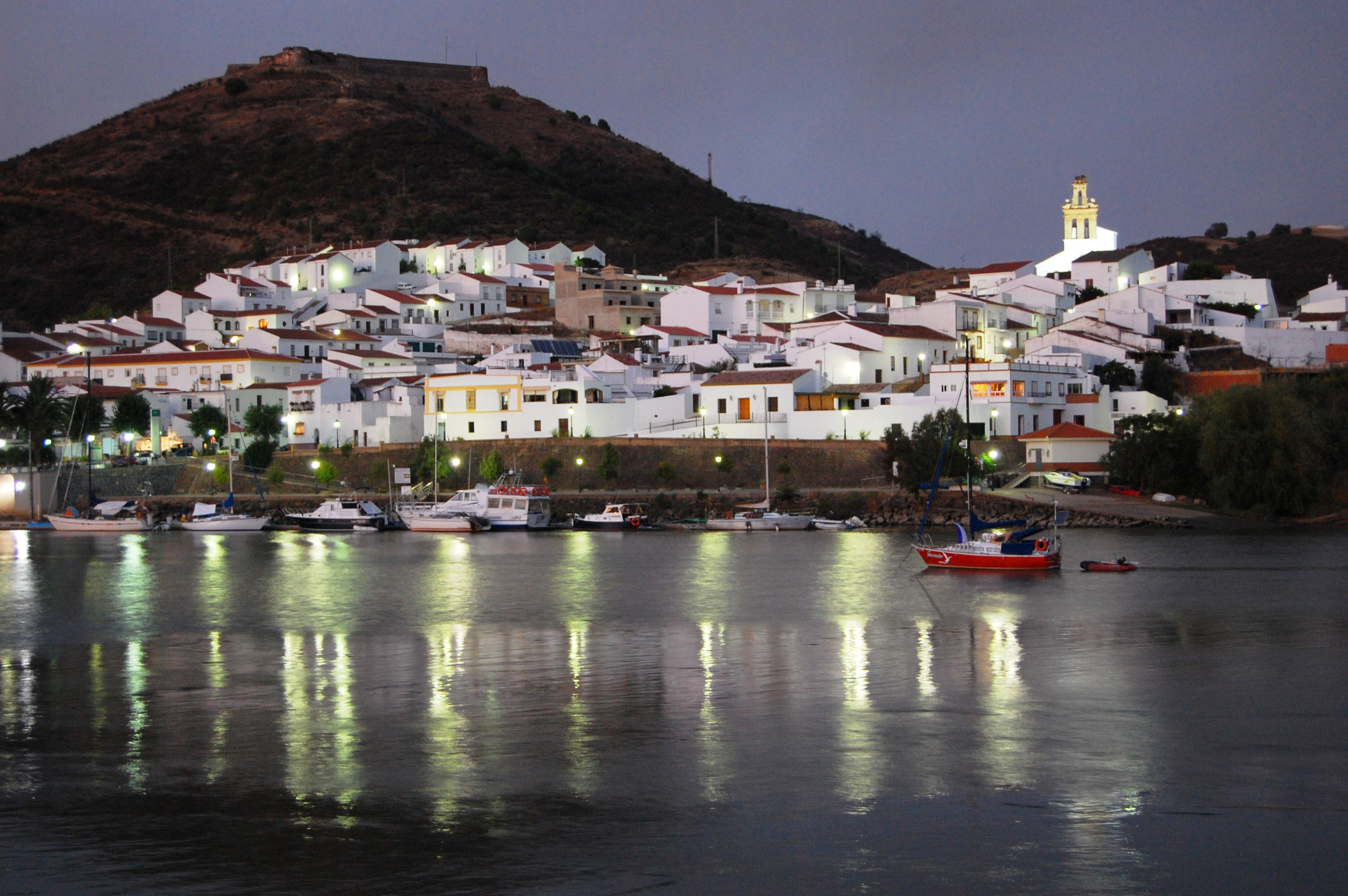
Seen from Portugal

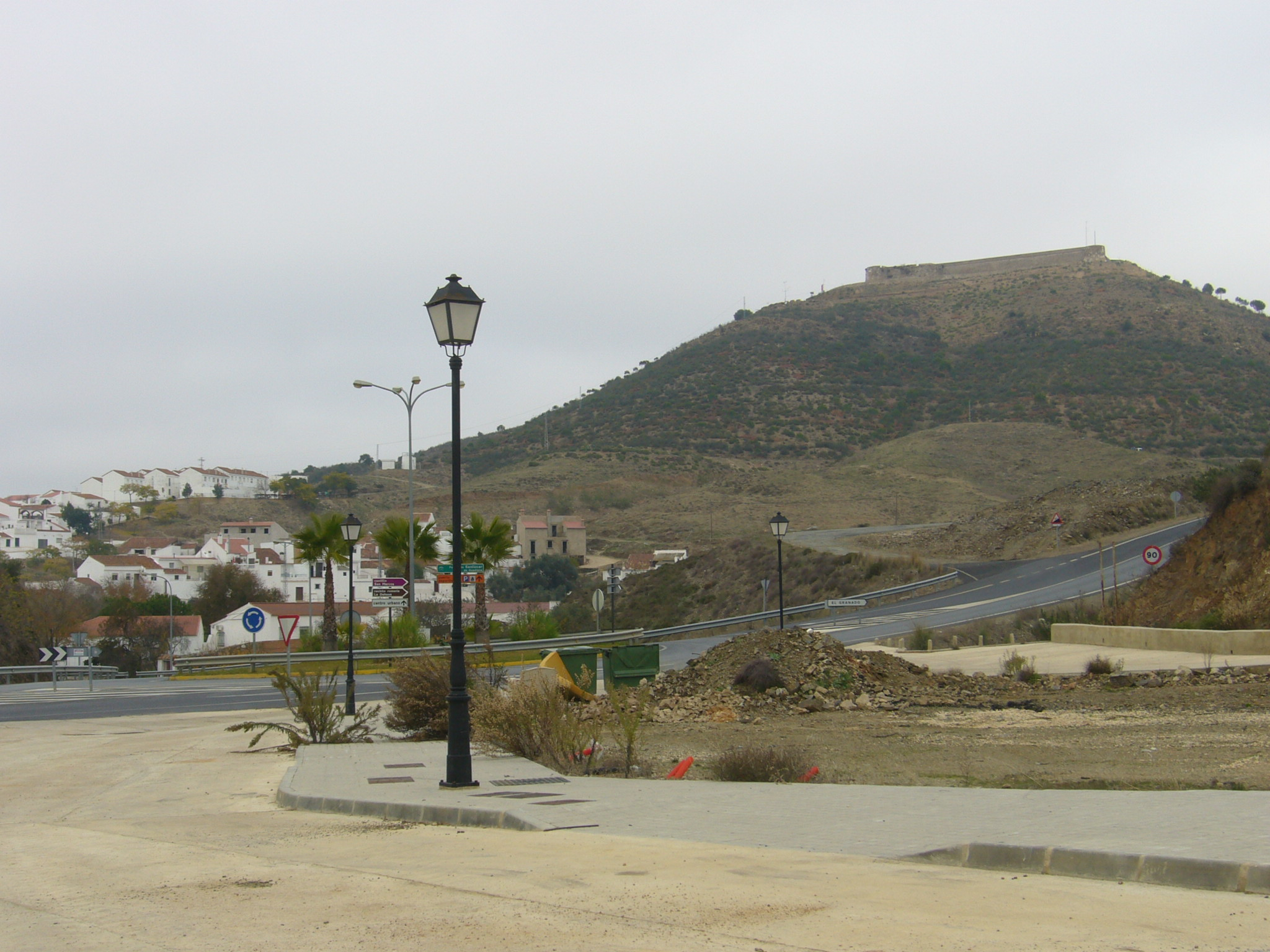
The top end of the village